# Emmanuel Pappoe
Emmanuel Addoquaye Pappoe (Accra, 1981. március 3. –) ghánai válogatott labdarúgó, aki jelenleg a Liberty játékosa.

## Sikerei, díjai
- Ghána U20 
  - U20-as labdarúgó-világbajnokság döntős: 2001